# 秦时明月 (小说)
《秦时明月》是台湾企业家、作家温世仁所著的武侠系列小说，共八卷。温世仁在完成故事框架、第一卷初稿、第二卷大部分初稿后即去世，小说后續由温世仁创立的明日工作室授权给相声瓦舍续写。小说以古代秦朝为背景，讲述了荆轲之子荆天明在江湖中成长历练的故事。人物部分取材于真实历史，但故事为原创。
小说被杭州玄机科技信息技术有限公司改编成3D动画，2007年播出后在中国大陆拥有极高的人气。

## 出版
《秦时明月》一共分为8卷，于2005年12月开始出版，2012年12月完结。
- 台湾繁体原版由明日工作室出版。

- 大陆简体中文版前两卷由现代出版社出版，后改由天闻角川代理发行，湖南美术出版社出版，目前全8卷已出完[2]。

- 另有有声版，与实体书共同发售，但内容略有不同。

## 故事

### 荆轲外传
荆轲与丽姬，原是青梅竹马，但丽姬的美貌，惊动天下，让秦王政得知而下令齐王建交出丽姬。丽姬被掳至秦宫后，方才得知怀有荆轲之子，为保荆轲血脉，委身秦宫。荆轲因失去丽姬而变得意志消沉，却在山上遇见异兽而开窍顿悟，自创“惊天十八剑”。春去秋来，丽姬于秦宫产下荆轲之子——天明，秦王因爱屋及乌，也视如己出。
荆轲接受燕太子丹的刺秦重任，提了樊于期将军的项上人头与督亢地图献给秦王，并欲藉此机会刺杀秦王。不料刺秦一事早被随行的秦王首席护卫通报秦王，任务失败，荆轲与丽姬双双死于秦王宫殿，韩申受两人所托携其子荆天明逃出秦宫，秦王下令追杀昔日爱子荆天明，派出秦王四大护卫风林火山，日夜追赶。
易水之寒，乌江之畔，芦苇丛中一战，韩申与四大高手之双锤山同归于尽。幸赖天下第一剑——盖聂及时赶到，施展百步飞剑后诛杀剩下的三大高手，荆天明始暂逃此劫。然经此一战，盖聂亦身受重伤，秦王的追杀却不因此而中断，故人遗愿，烈士重托，长夜无语，故情不灭，盖聂挽着故人之子——荆天明，踏出了秦国边境，向着不可知的归处前进......

### 百步飞剑
乌江畔的一场厮杀，韩申与盖聂（天下第一剑）诛杀秦王派出追杀荆天明的四大高手，但韩申牺牲，盖聂也因此身受重伤。盖聂带着荆天明与女儿盖兰避居楚国蕲城东城外养伤，不料，却又被盖聂的仇家夏侯央找上门来，让人意外的是，这一帮秦王的爪牙，竟然还有盖聂最疼爱的师弟──卫庄。
当天下第一剑盖聂遇到同样施展“百步飞剑”的同门师弟卫庄，究竟──谁才会败在“百步飞剑”的招式下？木讷专情的盖聂与温柔深情的卫庄，他们之间的爱恨情仇，又会因为出现刁钻灵巧的女神医端木蓉，有什么样的变化？

### 夜尽天明
一把神秘宝刀的武林传说。
据闻，有一把举世无双的匈奴宝刀──冷月霜刀，已经重现江湖；一直以来，有一个神秘的传说在匈奴族中流传着：这把刀是活的。
一位让人闻之色变的神秘女子？如今，此刀流落在“她”手上，她肌肤白皙似雪，包裹在一袭黑纱中，两眼看似无神，然而无论是谁和她的目光接触了，顿时有如寒风刺骨。此神秘女子出身神都九宫，她的下手之狠，用毒之残，正是江湖上人人闻之变色的下毒高手──“月神乌断”。
一把刀、一个神秘传说，一位让人闻之色变的女子，荒凉的北地因此而风云变色、一触即发……

### 诸子百家
历史上空前绝后的诸子百家英雄大会儒墨鬥法．百家争鸣战线齐发．决胜濮阳一场英雄大会，诸子百家齐会桂陵，儒、墨、名家加上武林各派高手群集，要比武、斗智还是雄辩，才称得上是百家盟主？
齐威王二十六年，齐军为解赵国之急，出兵攻打魏都大梁，史称围魏救赵。此役的战场──桂陵，即为孙膑与庞涓第一次的战场相遇。庞涓深忌其师弟孙膑才智，设计刖其双足，而后却中了孙膑计策，自刎于马陵道。如今效命秦王的鬼谷四魈之一“夏姬”──白芊红，为庞涓后代亦娴熟《孙膑兵法》，除为前人雪耻而来，这位艳光逼人的绝色女子会以什么手段相抗诸子百家？
儒家大师端木敬德与墨家钜子路枕浪，联手大斗崇尚法家的秦王与鬼谷四魈，这场战役有诸子百家、有武林高手、有秦军部队、有庞涓后人，究竟鹿死谁手？静观其变……

### 万里长城
一场撼动江湖的赌局，即将改变秦朝的命运。
一位文能留史、武转乾坤的墨家钜子与一位褒姒之貌、妲己之能的鬼谷女子，谁能改变历史？
鬼谷四魈之绝色美女夏姬──白芊红，应墨家钜子路枕浪之邀，于月圆之夜到访桂陵城。两人初见，心里竟同时有相见恨晚的感慨。双方于席间斗智斗法，最终路枕浪与白芊红击掌为誓，他们立下什么誓？又赌下什么撼动江湖的局？此时，桂陵城内白芊红派的鬼谷奸细，正不断地在城内掀起一波波惊涛骇浪；桂陵城外的儒家弟子刘毕，也带领了儒家弟子共六十四人组成的八佾剑阵，在白芊红返秦军大营的必经之处埋伏。八佾剑阵一旦发动便如海潮拍岸，几可说是毫无破绽，眼看著白芊红即将香消玉殒……
桂陵城内鬼谷奸细，桂陵城外八佾剑阵；月圆之夜一笑倾城，三月之约鹿死谁手……

### 焚书坑儒
月色淡淡 江湖不可名状，江水流转 谁胜谁负难算。情丝难斩 梦里提剑梦外漫漫，侠骨柔肠 秦时明月今世仰望。
文能留史、武转乾坤的墨家钜子路枕浪，与褒姒之貌、妲己之能的鬼谷夏姬白芊红，撼动江湖的赌局，究竟谁改变了历史？八年前，桂陵城破的那个夜晚。荆天明不顾众人拦阻，斩断三道绳索，城门洞开，秦军蜂拥而入，桂陵城死伤惨重，荆天明生死未卜，高月不知所踪……
秦王君临天下，命书同文，车同轨，钱制相通，四海一统，霸业辉煌，号始皇帝。
八年后，秦始皇三十五年。
雪中茶栈内，暗藏杀机，千钧一发之际闯入的无赖乞丐自称岳皋──他是谁？从他身上为何引爆武林新风暴？
咸阳城外，鬼谷为谋夺白鱼玉坠所隐藏的惊世宝物，再次将魔爪伸向各大门派，儒家弟子尽数遭劫，一无遗漏，三月初五，坑杀活埋！
这一连串的纠葛，高潮迭起，如一长卷侠义恩仇录，在历史与读者的面前抖将开来……
生死两茫茫，八年的魂劳梦想，英雄美人会否再度重逢？

### 始皇之死
八年的魂劳梦想，荆天明与高月终于重逢，但高月却杀死了“自己”！天明失去意识，堕入滚滚洪流，来到鬼谷。
鬼谷，一座回字型的繁华大城，却半面活著、半面死去。行踪成谜的神医端木蓉、月神乌断像活死人一般现身于此。为了白鱼玉坠，荆天明、刘毕与辛雁雁等江湖豪杰，与绝世高手徐让、卫庄等秦王人马，再次交锋！
天下即将大乱，巨大阴谋下，攸关整个帝国命运的梅花黑盒之谜即将揭晓……
谁，才是最后真正的王者？

### 亡秦必楚
激战耗时八年秦时明月八部曲精彩最终回，盟主天下不死药英雄的决断！
高月的生死相随辛雁雁的柔情似水荆天明究竟情归何处？
始皇之死，亡秦必楚？
秦王、项羽、荆天明，三强鼎立，请看今日之域中，竟是谁家之天下！
御赐的五色令牌，使荆天明大秦二皇子（养子）的身份曝光。
圣域里，荆天明与始皇“父子相会”，秦王目若豺狼，气势勃发：“仙药行将修成正果，届时我将不再是人间始皇，我将成为天上的王！而你，天明，鬼谷谷主、武林盟主，当然就是你！”
难道这鬼谷、这仙山、这一切的一切，是一场精心策划的局？
随着长生不老药炼成，项羽运筹演谋，徐让大开杀戒，群豪争相夺取、诛戮无道，武林弥漫着死亡气息……

## 改編作品

### 动画剧集
- 2007年，中国大陆3D武侠动画剧集。

### 动画电影
- 2014年，中国大陆3D武侠动画电影。

### 电视剧
- 2015年，中国大陆古装武侠剧，改编自同名动漫。

- 2017年，中国大陆古装武侠剧，改编自小說第一部《荊軻外傳》。

### 有聲書
- 2005年，由相聲瓦舍成員改编、播讲。